# Franck Atsou
Franck Atsou Edem (ur. 1 sierpnia 1978 w Lomé) – togijski piłkarz występujący na pozycji obrońcy.

## Życiorys
Swoją przygodę z futbolem zaczynał w Étoile Filante de Lomé, następnie przeszedł do klubu z Ghany – Asante Kotoko Kumasi, gdzie grał przez trzy sezony. Następnie przeniósł się do klubu z Wybrzeża Kości Słoniowej, Africa Sports National Abidżan. Miał również sezonową przygodę w KSK Heusden-Zolder, a potem trafił do Al-Hilal. Następnie grał w Iranie w klubach Aboomoslem Meszhed, Persepolis Teheran i Esteghlal Ahwaz.
| Sezon   | Klub                   | Kraj             | Flaga                    | Rozgrywki         | Mecze | Bramki |
| ------- | ---------------------- | ---------------- | ------------------------ | ----------------- | ----- | ------ |
| 1999    | Étoile Filante de Lomé | Togo             | Togo                     | Première Division | ?     | ?      |
| 2000    | Asante Kotoko Kumasi   | Ghana            | Ghana                    | Premier League    | ?     | ?      |
| 2001    | Asante Kotoko Kumasi   | Ghana            | Ghana                    | Premier League    | ?     | ?      |
| 2002    | Asante Kotoko Kumasi   | Ghana            | Ghana                    | Premier League    | ?     | ?      |
| 2003    | Africa Sports Abidżan  | WKS              | Wybrzeże Kości Słoniowej | Ligue 1 MTN       | ?     | ?      |
| 2003/04 | KSK Heusden-Zolder     | Belgia           | Belgia                   | Eerste klasse     | 3     | 0      |
| 2004/05 | Al-Hilal               | Arabia Saudyjska | Arabia Saudyjska         | I liga            | ?     | ?      |
| 2005/06 | Al-Hilal               | Arabia Saudyjska | Arabia Saudyjska         | I liga            | ?     | ?      |
| 2006/07 | Aboomoslem Meszhed     | Iran             |                          | Iran Pro League   | 21    | 0      |
| 2007/08 | Aboomoslem Meszhed     | Iran             |                          | Iran Pro League   | 22    | 1      |
| 2008/09 | Persepolis Teheran     | Iran             |                          | Iran Pro League   | 9     | 0      |
| 2010/11 | Esteghlal Ahwaz        | Iran             |                          | Iran Pro League   | 24    | 1      |
| 2011/12 | Esteghlal Ahwaz        | Iran             |                          | Azadegan League   | ?     | ?      |